# WRM Motorcycles
WRM Motorcycles era un'azienda italiana che costruiva motociclette con sede ad Almenno San Bartolomeo in provincia di Bergamo.

## Storia
Nel 2004 ha presentato il prototipo di una motocicletta da fuoristrada di cui veniva pubblicizzato l'uso intensivo della fibra di carbonio e la progettazione totalmente interna, motorizzazione compresa. Negli anni successivi è apparsa in catalogo la 450 MX1.
Sono state registrate alcune partecipazioni al campionato mondiale di motocross, tra cui quella dell'edizione 2007 dove, guidata da Cristian Beggi, ha ottenuto dei piazzamenti a punti e l'ottavo posto nella classifica costruttori. Risulta anche aver partecipato ad alcune edizioni del Campionato mondiale Supermoto prima che dell'azienda e dei veicoli prodotti se ne perdesse traccia.